# Claim of Right
Der Claim of Right (vollständiger Titel: Die Erklärung der Stände des Königreichs Schottland, die den Anspruch auf das Recht und das Angebot der Krone an den König und die Königin von England enthält) ist ein Gesetz, das im April 1689 vom Konvent der Stände, einem Schwestergremium des Parlaments von Schottland, verabschiedet wurde. Es ist eines der Schlüsseldokumente des Verfassungsrechts des Vereinigten Königreichs und des schottischen Verfassungsrechts.

## Hintergrund
In der Glorreichen Revolution landete Wilhelm von Oranien am 5. November 1688 mit seiner Armee in England. König Jakob VII. von Schottland, der als Jakob II. auch König von England und Irland war, versuchte, sich der Invasion zu widersetzen. Er schickte daraufhin Vertreter zu Verhandlungen und floh schließlich am 23. Dezember 1688 aus England.
Während das Konvents-Parlament in England erklärte, dass Jakob als König von England auf die Regierung verzichtet hatte, und am 13. Februar 1689 eine englische Bill of Rights erließ, in der Wilhelm und Maria die englische Krone angeboten wurde, sahen sich die Schotten mit einem schwierigeren Verfassungsproblem konfrontiert. Da James während der Krise nicht in Schottland anwesend war und im Dezember nicht aus dem schottischen Hoheitsgebiet geflohen war, wäre es höchst zweifelhaft zu behaupten, er habe den schottischen Thron abgedankt.

## Prozess
Daher trat ein Konvent der schottischen Stände zusammen, um die am 16. März 1689 eingegangenen Briefe der beiden Anwärter auf die Krone zu prüfen. Am 4. April stimmten sie dafür, Jakob VII. seines Amtes zu entheben, wobei sie sich auf George Buchanans Argumente zur vertraglichen Natur der Monarchie stützten.
Später im selben Monat nahm der Konvent den Claim of Right und den Article of Grievances an, in denen er die aktuellen Anforderungen des schottischen Verfassungsrechts aufzählte. Er erklärte auch, dass James aufgrund seiner Handlungen gegen diese Gesetze, den schottischen Thron verwirkt hatte.
Auf der Grundlage dieser Dokumente bot der Konvent Wilhelm und Maria die Krone an, die diese am 11. Mai 1689 annahmen und als Wilhelm II. und Maria II. zum König und zur Königin der Schotten proklamiert wurden, auch wenn es in der Folgezeit zu Kontroversen darüber kam, ob die Claim of Right-Artikel gegen das Episkopat von der neuen Monarchie in vollem Umfang akzeptiert wurden.

## Inhalt des Claim of Right
Der Claim of Right enthält die folgenden Passagen:
Dass es das Recht und das Privileg der Untertanen ist, beim König und beim Parlament gegen die von den Herren der Sessione ausgesprochenen Urteile zu protestieren und die Vollstreckung dieser Urteile nicht aufzuhalten

Dass es das Recht der Untertanen ist, Petitionen an den König zu richten, und dass alle Inhaftierungen und Verfolgungen wegen solcher Petitionen gegen das Gesetz verstoßen

Dass zur Behebung aller Missstände und zur Änderung, Verschärfung und Bewahrung der Gesetze die Parlamente häufig einberufen werden und tagen dürfen und den Mitgliedern Rede- und Diskussionsfreiheit gewährt werden muss

Und sie fordern und beharren auf allen und jedem der Prämissen als ihr unzweifelhaftes Recht und ihre Freiheit, und dass keine Erklärungen, Handlungen oder Verfahren zum Nachteil „des Volkes“ in irgendeiner der besagten Prämissen in irgendeiner Weise in der Folge oder als Beispiel gezogen werden sollen, sondern dass alle Vorverurteilungen, der Verlust von Ämtern, Inhaftierungen, Verbannungen, Verfolgungen, Folterungen und rigorose Hinrichtungen in Betracht gezogen und die beanstandeten Ungerechtigkeiten wiedergutgemacht werden

## Bedeutung
Der Claim of Right hatte zur Folge, dass die Stellung des Parlaments in der schottischen Verfassung auf Kosten der königlichen Prärogative gestärkt wurde". Sie wurde durch ein Gesetz des schottischen Parlaments von 1703 bestätigt (Act Ratifieing the turning of the Meeting of the Estates in the year 1689, into a Parliament c. 3). Der Claim of Right wurde vom Parlament des Vereinigten Königreichs nach den Acts of Union 1707 beibehalten.
Im Jahr 2019 wurde das Gesetz von Abgeordneten angeführt, die ein Gerichtsurteil anstrebten, wonach die von Premierminister Boris Johnson im September 2019 vorgenommene Prorogation des Parlaments rechtswidrig war. Der Richter des Court of Session Outer House, Lord Doherty, befand, dass die Klage nicht justiziabel sei, und dass, wenn sie justiziabel sei, kein Verstoß gegen den Rechtsanspruch vorliege. Das Inner House gab der Berufung statt und entschied, dass die Angelegenheit justiziabel und die Vertagung rechtswidrig sei, da ihr eigentlicher Zweck darin bestehe, „die parlamentarische Kontrolle des Regierungshandelns zu vereiteln“. Dies sei jedoch nicht die Folge von Besonderheiten des schottischen Rechts oder des Claim of Right.